# Église Sainte-Agathe de Ris
Pour les articles homonymes, voir Église Sainte-Agathe.
L'église Sainte-Agathe, ou plutôt église Sainte-Croix, est une église catholique située à Ris, dans le Puy-de-Dôme en France.

## Localisation
L'église est située dans le département français du Puy-de-Dôme, sur la commune de Ris.

## Dénomination

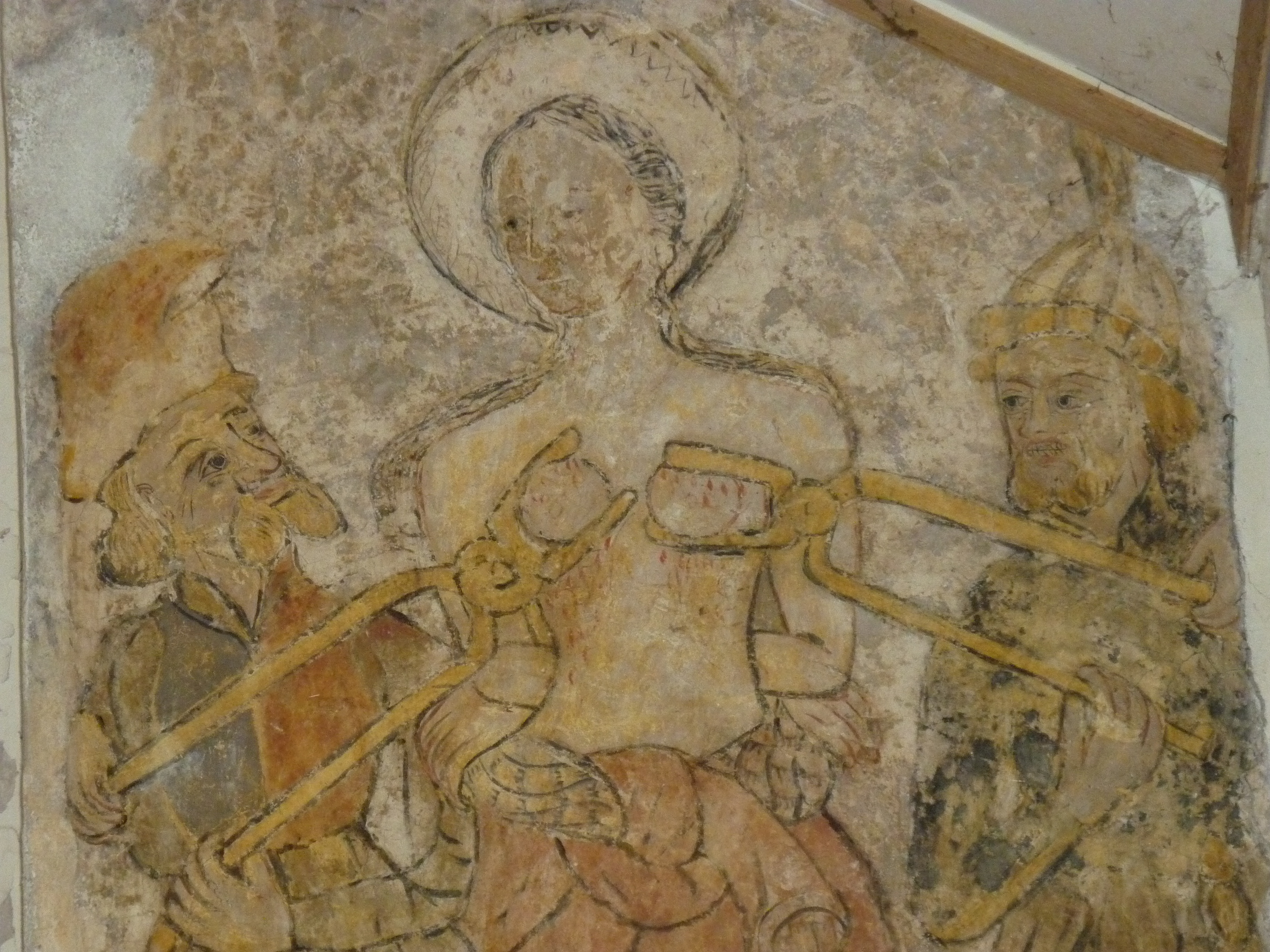
Peinture murale du martyre de sainte Agathe (fin du XVe siècle).

Il semble que le véritable nom de l'église soit Sainte-Croix (église consacrée à l'exaltation de la Sainte-Croix), mais elle figure dans la base Mérimée sous le nom d'église Sainte-Agathe, à partir de quoi ce nom s'est répandu. Cette dénomination vient sans doute de la présence dans le narthex d'une peinture murale représentant le martyre de sainte Agathe. L'église fait aujourd'hui partie de la paroisse Saint-Nicolas sur Dore.

## Description
L'église de Ris est une église romane dont les parties les plus anciennes remontent au Xe siècle.

## Historique
L'église Sainte-Croix faisait partie d'un prieuré clunisien.
L'édifice est classé au titre des monuments historiques en 1995.